# Zonantes subfasciatus
Zonantes subfasciatus es una especie de coleóptero de la familia Aderidae.

## Distribución geográfica
Habita en el este de América del Norte.